# 구글 플레이 뉴스스탠드
구글 플레이 뉴스스탠드(Google Play Newsstand)는 구글의 중단된 뉴스 애그리게이터이자 디지털 뉴스스탠드이다. 2018년 5월 8일, 구글은 구글 I/O에서 구글 플레이 뉴스스탠드가 구글 뉴스와 합병될 것이라고 발표하였다. 2013년 11월 구글 플레이 매거진과 구글 커런츠의 합병을 통해 런칭된 이 서비스는 사용자들이 (선별 국가에서) 매거진과 시사 뉴스 피드를 구독하고 새 이슈와 업데이트를 자동으로 받을 수 있게 해준다. 콘텐츠는 구글 플레이 웹사이트의 전용 뉴스스탠드 부문이나 안드로이드 및 iOS용 모바일 앱을 통해 읽을 수 있도록 제공되었다. 오프라인 다운로드와 읽기가 모바일 앱에서 지원된다.
출판자들을 대상으로 구글은 콘텐츠의 사용자 지정 및 최적화를 위한 다양한 도구를 제공하며 더블클릭 포 퍼블리셔스 이용을 통해 광고를 포함하는 옵션도 부여한다. 출판자는 콘텐츠의 지역 접근 제한을 할 수 있으며 축적된 독자 데이터를 위해 구글 애널리틱스를 적용시킬 수 있다. 또, 출판자들은 사용자가 이미 다른 플랫폼의 구독자라면(예: 인쇄물 또는 디지털) 구글 플레이 구독의 할인을 제공할 수도 있다.

## 역사

이용 가능 지역

구글 플레이 뉴스스탠드는 2013년 11월 20일 안드로이드에 구글 플레이 매거진과 구글 커런츠를 하나의 서비스로 병합함을 통해 런칭하였다. iOS 플랫폼의 구글 커런츠 앱은 재설계되어 2014년 9월 23일 구글 플레이 뉴스스탠드로 이름이 변경되었다. 뉴스스탠드용 웹 애플리케이션은 2016년 11월 16일 런칭하였다.

## 같이 보기
- 구글 뉴스와 날씨
- 전자 출판
- 웹진